# Svenstorps IF
Svenstorps IF är en fotbollsförening i Svenstorp i Ystads kommun, Skåne.
Svenstorps IF är fotbollsspelaren Anders Anderssons moderklubb (-1990). Svenstorps IF är även Jan-Olov Kindvalls moderklubb, Jan-Olov spelade också i Malmö FF under många år och var med i det MFF-lag som spelade Europacupfinalen 1979 (Champions League).
Klubben spelar år 2024 i division 5 för herrar och division 4 för damer.